# Villiers-en-Plaine
Villiers-en-Plaine és un municipi francès situat al departament de Deux-Sèvres i a la regió de la Nova Aquitània. L'any 2007 tenia 1.555 habitants.

## Demografia

### Població
El 2007 la població de fet de Villiers-en-Plaine era de 1.555 persones. Hi havia 572 famílies de les quals 94 eren unipersonals (39 homes vivint sols i 55 dones vivint soles), 200 parelles sense fills, 251 parelles amb fills i 27 famílies monoparentals amb fills.
La població ha evolucionat segons el següent gràfic:
Habitants censats

### Habitatges
El 2007 hi havia 626 habitatges, 572 eren l'habitatge principal de la família, 25 eren segones residències i 29 estaven desocupats. 621 eren cases i 4 eren apartaments. Dels 572 habitatges principals, 458 estaven ocupats pels seus propietaris, 111 estaven llogats i ocupats pels llogaters i 3 estaven cedits a títol gratuït; 2 tenien una cambra, 10 en tenien dues, 45 en tenien tres, 165 en tenien quatre i 349 en tenien cinc o més. 469 habitatges disposaven pel capbaix d'una plaça de pàrquing. A 195 habitatges hi havia un automòbil i a 347 n'hi havia dos o més.

### Piràmide de població
La piràmide de població per edats i sexe el 2009 era:
| Homes | Edats   | Dones |
| ----- | ------- | ----- |
| 0     | 95 o +  | 0     |
| 4     | 90 a 94 | 4     |
| 16    | 85 a 89 | 4     |
| 8     | 80 a 84 | 16    |
| 24    | 75 a 79 | 20    |
| 16    | 70 a 74 | 8     |
| 44    | 65 a 69 | 40    |
| 20    | 60 a 64 | 32    |
| 4     | 55 a 59 | 16    |
| 68    | 50 a 54 | 44    |
| 44    | 45 a 49 | 60    |
| 64    | 40 a 44 | 36    |
| 36    | 35 a 39 | 52    |
| 68    | 30 a 34 | 56    |
| 16    | 25 a 29 | 48    |
| 36    | 20 a 24 | 36    |
| 48    | 15 a 19 | 44    |
| 24    | 10 a 14 | 32    |
| 68    | 5 a 9   | 28    |
| 60    | 0 a 4   | 44    |

## Economia
El 2007 la població en edat de treballar era de 961 persones, 778 eren actives i 183 eren inactives. De les 778 persones actives 737 estaven ocupades (390 homes i 347 dones) i 41 estaven aturades (17 homes i 24 dones). De les 183 persones inactives 77 estaven jubilades, 64 estaven estudiant i 42 estaven classificades com a «altres inactius».

### Ingressos
El 2009 a Villiers-en-Plaine hi havia 590 unitats fiscals que integraven 1.586 persones, la mediana anual d'ingressos fiscals per persona era de 18.678 €.

### Activitats econòmiques
Dels 45 establiments que hi havia el 2007, 1 era d'una empresa alimentària, 1 d'una empresa de fabricació de material elèctric, 1 d'una empresa de fabricació d'altres productes industrials, 16 d'empreses de construcció, 11 d'empreses de comerç i reparació d'automòbils, 3 d'empreses de transport, 1 d'una empresa d'hostatgeria i restauració, 2 d'empreses financeres, 3 d'empreses de serveis, 4 d'entitats de l'administració pública i 2 d'empreses classificades com a «altres activitats de serveis».
Dels 19 establiments de servei als particulars que hi havia el 2009, 4 eren tallers de reparació d'automòbils i de material agrícola, 2 paletes, 4 guixaires pintors, 4 fusteries, 1 lampisteria, 2 electricistes, 1 perruqueria i 1 restaurant.
Dels 2 establiments comercials que hi havia el 2009, 1 era un supermercat i 1 una fleca.
L'any 2000 a Villiers-en-Plaine hi havia 28 explotacions agrícoles que ocupaven un total de 2.332 hectàrees.

## Equipaments sanitaris i escolars
L'únic equipament sanitari que hi havia el 2009 era una farmàcia.
El 2009 hi havia 1 escola maternal i 1 escola elemental.

## Poblacions més properes
El següent diagrama mostra les poblacions més properes.